# Harry Wilson (lekkoatleta)
Harry Ernest Wilson (ur. 28 maja 1896 w Wellington, zm. 11 sierpnia 1979) – nowozelandzki lekkoatleta specjalizujący się w biegu na 110 metrów przez płotki.
Brał udział w biegu na 110 m przez płotki podczas Igrzysk Olimpijskich 1920, który ukończył na czwartej lokacie. Zawodnik był także chorążym reprezentacji Nowej Zelandii podczas ceremonii otwarcia igrzysk.